# Stanisław Ładyka
Stanisław Ładyka (ur. 1 stycznia 1928 w Tarłowie, zm. 24 sierpnia 2012) – polski ekonomista, profesor nauk ekonomicznych (od 1968 profesor nadzwyczajny, od 1973 – zwyczajny), znawca międzynarodowych stosunków gospodarczych.

## Życiorys
Ukończył w 1952 Wyższą Szkołę Handlu Morskiego w Sopocie (późniejsza Wyższa Szkoła Ekonomiczna). Naukę kontynuował na studium aspiranckim w Szkole Głównej Służby Zagranicznej i na Uniwersytecie Warszawskim (1954–1956) i stażu zagranicznym w London School of Economics and Political Sciences (1957–1958). Pracę naukowo-dydaktyczną rozpoczął na macierzystej uczelni w trakcie studiów (1950). W 1956-1967 kierował Katedrą Ekonomii Politycznej. W 1959 uzyskał tu stopień doktora nauk ekonomicznych – tytuł pracy doktorskiej: Z koncepcji ekonomicznych socjalizmu brytyjskiego w ich rozwoju historycznym – szkic krytyczny (promotor: prof. Seweryn Żurawicki). W 1962 uzyskał stopień doktora habilitowanego w Szkole Głównej Planowania i Statystyki w Warszawie; tytuł rozprawy: Brytyjska żegluga morska we współczesnym świecie kapitalistycznym. W latach 1959–1961 i 1963–1964 był prodziekanem, a w latach 1964–1965 dziekanem Wydziału Morskiego WSE w Sopocie, a następnie rektorem tej uczelni (1965–1969). W latach 1969–1970 pełnił funkcję zastępcy organizatora Uniwersytetu Gdańskiego.
W 1972 został przeniesiony służbowo do Szkoły Głównej Planowania i Statystyki w Warszawie, gdzie objął kierownictwo nad Instytutem Międzynarodowych Stosunków Gospodarczych (1972–1975, 1993–1998). W latach 1984–1987 sprawował funkcję dziekana Wydziału Handlu Zagranicznego SGPiS, będąc jednocześnie dyrektorem Instytutu Ekonomiki i Polityki Handlu Zagranicznego, a następnie w latach 1987–1991 był prorektorem SGPiS ds. naukowych i współpracy z zagranicą. W latach 1991–1993, równolegle z pracą w SGPiS pełnił funkcję dyrektora Instytutu Koniunktur i Cen Handlu Zagranicznego. Był przewodniczącym Rady Naukowej Instytutu Finansów w Akademii Finansów.
W latach 1977–1981 pracował w Przedstawicielstwie Handlowym Polski w Montrealu na stanowisku radcy ekonomicznego. Był członkiem wielu rad naukowych przy ministerstwach szkolnictwa wyższego, ministerstwach handlu zagranicznego oraz resortowych instytutach naukowych. Był też doradcą ministra współpracy gospodarczej za granicą, a także uczestnikiem Grupy Ekspertów UNCTAD.
W 2001 roku uhonorowany został tytułem doktora honoris causa Uniwersytetu Gdańskiego.
Brat Teodora i Jerzego, mąż Haliny Marii z Domańskich (1929–2017), ojciec Grzegorza.
Pochowany 29 sierpnia 2012 na cmentarzu komunalnym Północnym w Warszawie (kwatera S-II-7-6-14).